# Planogramm
Ein Planogramm ist eine visuelle Darstellung einer Artikelplatzierung in Regalen oder ähnlichen Verkaufsflächen. Im englischsprachigen Raum wird dafür auch der Begriff POG (= plano-gram oder plan-o-gram) verwendet. Planogramme werden in allen Einzelhandelsbereichen eingesetzt. 
Mit Hilfe von Planogrammen wird festgelegt, welche Produkte in welchen Regalen wo und in welchen Mengen platziert werden. Die Regeln und Theorien für die Erstellung von Planogrammen können unter dem Begriff „Merchandising“ zusammengefasst werden.

## Primärziele
Primärziele, die mit Hilfe von Planogrammen erreicht werden sollen:
- Erstellung optimaler visueller Produktplatzierungen
- Erstellung optimaler kaufmännischer Produktplatzierungen im Rahmen einer Regaloptimierung

Zusammengefasst können die Primärziele mit dem Wunsch nach einer Umsatz- und Ertragssteigerung beschrieben werden. Die visuelle Produktplatzierungsoptimierung wird durch verschiedene Theorien unterstützt:
- Horizontale Platzierung: Um die Konzentration des Kunden auf einen bestimmten Artikel zu lenken, versucht man die Aufmerksamkeit durch Mehrfachplatzierung des Artikels horizontal nebeneinander zu erhöhen. Verschiedene Untersuchungen haben gezeigt, dass eine Minimumplatzierung von 30 cm erforderlich ist, um einen Erfolg zu erzielen.
- Vertikale Platzierung: Bei der vertikalen Produktplatzierung wird ein Produkt über mehrere Regalebenen platziert, bis die 30 cm Regel erreicht wird.
- Blockbildung: Unter einer Blockplatzierung ist die Platzierung eines Blocks von mehreren Produkten, die Gemeinsamkeiten aufweisen (Marken), zu verstehen. Dies kann nebeneinander, untereinander, zentriert oder auch bündig geschehen.

Neben der visuellen Produktplatzierung ist die „kaufmännische Platzierung“ ein weiterer wesentlicher Aspekt der Erarbeitung von Planogrammen: es geht hier um die Auswahl, welche Produkte platziert werden sollen und in welcher Menge. Zwei Entscheidungsfaktoren, die auch miteinander kombiniert werden können, müssen unterschieden werden:
- Marktanteilsplatzierung  und
- Renditeplatzierung

Unter einer Marktanteilsplatzierung ist eine Platzierung der Umsatzbringer zu verstehen. Verschiedene Marktforschungsinstitute wie z. B. ACNielsen, IMS, GfK sammeln Umsatzdaten und errechnen damit den Marktanteil eines Produktes im jeweiligen Marktsegment. Mit Hilfe solcher Daten können Produkte spezifiziert werden, die in den Regalen in „A“-Lagen (beste Lage) platziert werden sollten. Anzustreben wäre eine Auswertung aus einer Gruppe von Märkten, aber auch eine einfache Analyse der jeweiligen Abverkaufsdaten eines Marktes oder Ladens ist in gewisser Hinsicht „besser als nichts“. 
Eine Renditeplatzierung bezieht sich auf die zu erzielenden Margen eines Produkts. Je höher die Marge, desto besser ist die Lage der Platzierung zu wählen.

## Sekundärziele
Sekundärziele bei der Planogrammerstellung sind:
- optimale Ausnutzung des vorhandenen Platzes
- organisatorische Umsetzung der Produktplatzierung für das Personal
- Planungsmöglichkeit des Lagerbestandes durch Abverkaufsberechnungen

## Erstellung von Planogrammen
Planogramme werden mit Hilfe von Planogramm- und Regaloptimierungs-Software erstellt. Es gibt weltweit nur wenige Hersteller solcher Software, was sich auch in den hohen Softwarekosten widerspiegelt. Software-Produkte dieser Art wurden etwa ab 1990 entwickelt und vermarktet. Aufgrund damaliger Hardware- und Softwarebeschränkungen konzentrierten sich diese Programme zunächst im Wesentlichen auf das manuelle Zeichnen einzelner Regale. 
Während der letzten Jahre wurden die Programme weiterentwickelt und mit Zusatzfunktionen ausgestattet, um nicht nur einzelne Regalelemente, sondern ganze Marktflächen zu visualisieren, zu bewerten und zu optimieren. Die verschiedenen Programmpakete (Galleria, Spaceman, Apollo, Intactix, ProSpace, XPACE, Quant, posos.cloud) haben jeweils ihre individuellen Schwerpunkte (z. B. Food, Non-Food, Do-it-yourself) oder streben eine Verbesserung der 3D-Visualisierung oder eine Effizienzsteigerung bei der Erstellung und Verteilung von Planogrammen an. Eine Datenbank-Anbindung an Warenwirtschafts- und ERP-Systeme sichert die Aktualität der in die Planung einfließenden Daten.
Kleinere Softwarepakete, die mehr als Zeichenprogramme zu verstehen sind (Planographics, Smartdraw), sind kostengünstig zu erwerben.

## Rechte
Planogramm ist seit dem 31. August 2005 beim Deutschen Patent- und Markenamt unter der Registernummer 30551961 als Wortmarke eingetragen. Rechteinhaber ist die COM-MarketingService GmbH, Nümbrecht, Deutschland.